# BSC Rollers Zwickau
Pour les articles homonymes, voir Rollis.
Le RSC Rollis Zwickau est une association allemande pratiquant le basket-ball en fauteuil roulant et localisée à Zwickau.

## Palmarès
International
- Coupe des Clubs Champions (EuroCup 1) :
  - 2009 :  Vice-champion d'Europe[3]
  - 2010 :  3e place[4]
  - 2011 : 7e place[5]
  - 2012 : 6e place[6]
  - 2013 : 5e place[7]
  - 2014 : 5e place[8]
  - 2016 : 8e place[9]
- Coupe André Vergauwen (Eurocup 2) :
  - 2000 :  Vice-champion d'Europe (sous le nom d'AS Zwickau)
  - 2004 :  Champion d'Europe (sous le nom d'ASV Rollis Zwickau)
  - 2006 :  Champion d'Europe

National
- Champion d'Allemagne : 2002, 2009
- Coupe d'Allemagne : 2003, 2008

## Joueurs célèbres ou marquants
- Ghazain 'Gaz' Choudhry